# فرانسيس غليسون
فرانسيس غليسون (بالإنجليزية: Francis Glisson)‏ ‏ (1599-1677) هو عالم تشريح وَطبيب بريطاني وكاتب في المواضيع الطبية، قام بإسهامات هامة مُتعلقة بتشريح الكبد، وكتبَ في وقت مُبكر عن كُساح الأطفال، كما قام بعدد من التجارب التي ساعدت على كشف خطأ نظرية المنطاد المُتعلقة بانقباض العضلات، حيثُ أظهر أنَّ انقباض العضلات أسفل المياه لا يؤدي إلى ارتفاع مستوى المياه، وبالتالي لا يوجد أي دخول للهواء أو السوائل إلى العضلات.

## حياته
وُلد فرانسيس غليسون في برستل عام 1599، وتلقى تعليمه في رامبيشام في دورست ثُم في كلية غنفيل وكيوس، ويُعتبر فرانسيس من الأشخاص المُسميين في المجال الطِبي، حيثُ كان أستاذ الكرسي الملكي الطبيفي جامعة كامبريدج لمدة أربعين عاماً. تُوفي فرانسيس في لندن بتاريخ 15 أكتوبر 1677. يُمكن حتى الوقت الحاضر اقتفاء أثر عائلته في مقاطعة سومرست.

## أعماله
- Tractatus de natura substantiae energetica في عام 1672 في لندن.
- Anatomia hepatis في عام 1681 في لاهاي.
- Sämtliche Werke في عام 1691 في لايدن.

## روابط خارجية
- doctor/2329 على قاموس من سمى هذا؟